# 質量作用の法則 (半導体)
熱平衡の場合、自由電子濃度{\displaystyle n}と自由正孔濃度{\displaystyle p}の積は真性キャリア濃度{\displaystyle n_{i}}の二乗に等しい。
真性キャリア濃度は、温度の関数である。
半導体における質量作法の法則の式は、
{\displaystyle np=n_{i}^{2}}
で表される。

## キャリア濃度
半導体において自由電子と正孔は、電気伝導を与えるキャリアである。
キャリアの数がバンド状態の数より遥かに小さい場合、キャリア濃度はボルツマン分布で近似でき、以下の結果を与える。

### 電子濃度
自由電子濃度nは次のように近似できる。
{\displaystyle n=N_{c}{\text{ exp}}\left[-{\frac {(E_{c}-E_{F})}{kT}}\right]}
ここで 
- Ecは伝導帯のエネルギー
- EFはフェルミ準位
- kはボルツマン定数
- Tはケルビン単位の温度
- Ncは伝導帯端での有効状態密度で、{\displaystyle \textstyle N_{c}=2\left({\frac {2\pi m_{e}^{*}kT}{h^{2}}}\right)^{3/2}}と与えられる。ここでm*eは電子の有効質量、hはプランク定数である。

### 正孔濃度
自由正孔濃度pも同様な式で与えられる。
{\displaystyle p=N_{v}{\text{ exp}}\left[-{\frac {(E_{F}-E_{v})}{kT}}\right]}
ここで 
- EFはフェルミ準位
- Evは価電子帯のエネルギー
- kはボルツマン定数
- Tはケルビン単位の温度
- Nvは価電子帯端での有効状態密度で、{\displaystyle \textstyle N_{v}=2\left({\frac {2\pi m_{h}^{*}kT}{h^{2}}}\right)^{3/2}}と与えられる。m*hは正孔の有効質量、hはプランク定数である。

### 質量作用の法則
上述のキャリア濃度の式を用いると、質量作用の法則は次のように書ける。
{\displaystyle np=N_{c}N_{v}{\text{ exp}}\left(-{\frac {E_{g}}{kT}}\right)=n_{i}^{2}}
ここでEgはバンドギャップエネルギーEg = Ec − Evである。